# Ъ̀
Ъ̀ (minúscula ъ̀; cursiva Ъ̀ ъ̀) es una letra que puede ser utilizada en el idioma búlgaro. Denota una Ъ acentuada. Por ejemplo, puede ser utilizada en la palabra ъ́гъл, que significa 'esquina' y въ̀лна 'lana'.

## Representaciones informáticas
Es posible representar el acento grave con los siguientes caracteres Unicode :
- descompuesto (cirílico, signos diacríticos):

| tipos     | representaciones | cadenas de caracteres | puntos de código | descripciones                                                  |
| --------- | ---------------- | --------------------- | ---------------- | -------------------------------------------------------------- |
| capital   | Ъ ̀               | ЪЪ U+042A◌◌ ̀ U+0300   | U+042A U+0300    | signo duro de letra mayúscula cirílica acento grave diacrítico |
| minúscula | ъ ̀               | ъъ U+044A◌◌ ̀ U+0300   | U+044A U+0300    | signo duro de letra minúscula cirílica acento grave diacrítico |